# Provinz Lampa
Die Provinz Lampa gehört zur Verwaltungsregion Puno im Süden von Peru. Sie besitzt eine Fläche von 5792 km². Bei der Volkszählung 2017 wurden in der Provinz 40.856 Einwohner gezählt. 10 Jahre zuvor betrug die Einwohnerzahl 43.461. Verwaltungssitz ist Lampa.

## Geographische Lage
Die Provinz Lampa liegt im Westen der Region Puno. Die Provinz liegt westlich des Titicaca-Sees. Im Norden grenzt sie an die Provinz Melgar, im Osten an die Provinz Azángaro, im Süden an die Provinz San Román sowie im Westen an die Regionen Arequipa und Cusco.

## Verwaltungsgliederung
Die Provinz Lampa besteht aus 10 Distrikten. Der Distrikt Lampa ist Sitz der Provinzverwaltung.
| Distrikt    | Verwaltungssitz |
| ----------- | --------------- |
| Cabanilla   | Cabanilla       |
| Calapuja    | Calapuja        |
| Lampa       | Lampa           |
| Nicasio     | Nicasio         |
| Ocuviri     | Ocuviri         |
| Palca       | Palca           |
| Paratía     | Paratía         |
| Pucará      | Pucará          |
| Santa Lucía | Santa Lucía     |
| Vilavila    | Vilavila        |